# Geração elétrica despachável

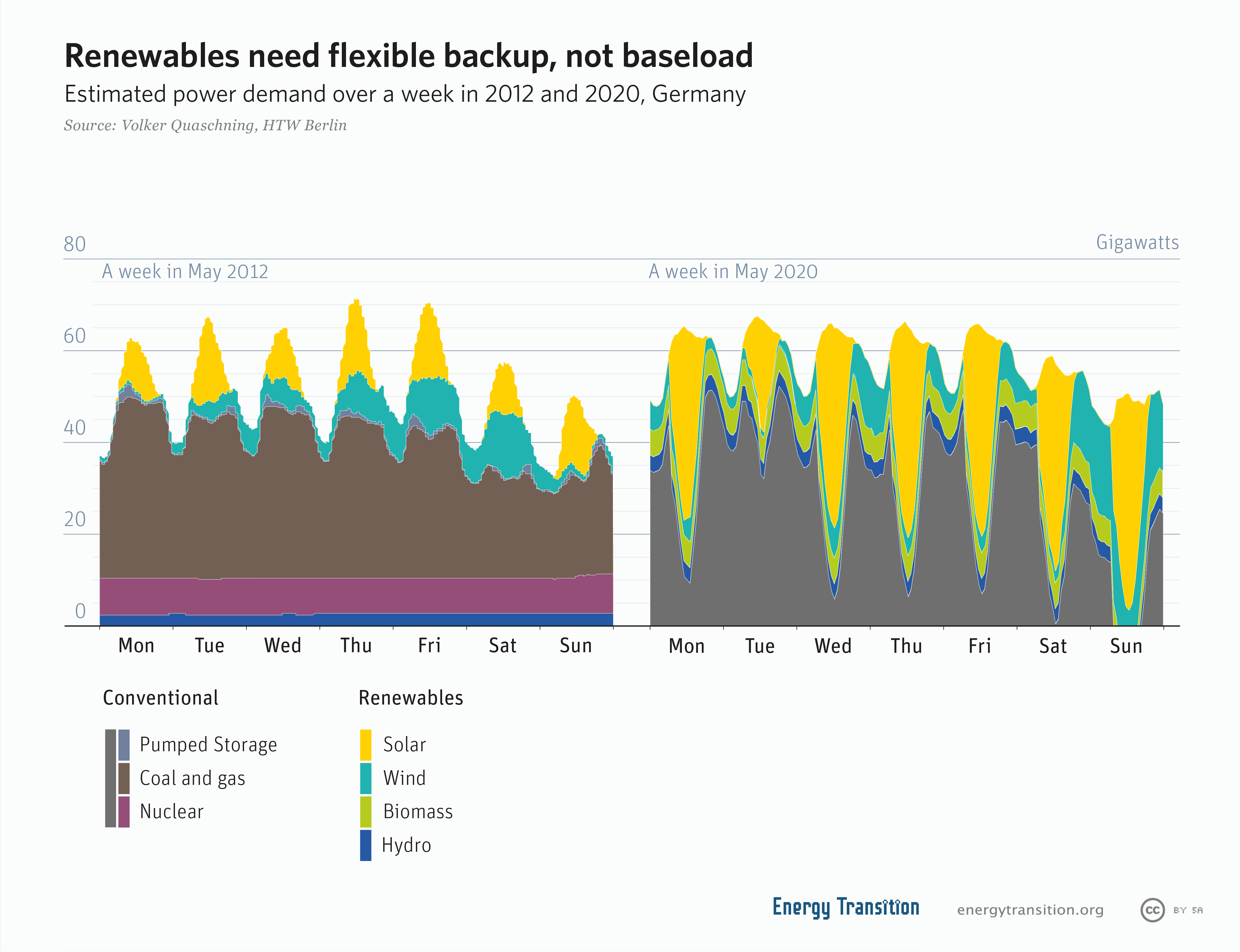
Redes com alta penetração de fontes de energia renováveis geralmente precisam de geração despachável em vez de geração de carga básica

A geração elétrica despachável refere-se a fontes de eletricidade que podem ser programadas sob demanda a pedido dos operadores da rede elétrica, de acordo com as necessidades do mercado. Geradores despacháveis podem ajustar sua potência de saída de acordo com um pedido. Fontes de energia renovável não despacháveis, como energia eólica e energia solar fotovoltaica (PV), não podem ser controladas pelos operadores. Outros tipos de energia renovável que podem ser despachados sem armazenamento separado de energia são hidrelétricas, biomassa, geotérmica e conversão de energia térmica oceânica.

## Tempo de inicialização
Plantas despacháveis têm tempos de inicialização variados.
As plantas mais rápidas para despachar são as baterias de rede que podem despachar em milissegundos. As usinas hidrelétricas geralmente podem despachar em dezenas de segundos a minutos e as usinas de gás natural geralmente podem despachar em dezenas de minutos.
Por exemplo, a usina hidrelétrica reversível Dinorwig de 1.728 MW pode atingir a potência máxima em 16 segundos.
As usinas térmicas com turbina a gás (ciclo Brayton) requerem cerca de 15 a 30 minutos para iniciar. Usinas termelétricas a carvão e nucleares baseadas em turbinas a vapor (ciclo Rankine) são fontes despacháveis que requerem horas para entrar em operação.

## Benefícios
Os principais benefícios das usinas de energia despacháveis incluem:
- fornecendo reserva giratória (controle de frequência)
- balanceamento do sistema de energia elétrica (seguimento de carga)
- otimização do despacho de geração econômica (ordem de mérito)
- contribuindo para descongestionar a rede (redespacho)

Esses recursos de geradores despacháveis permitem:
- Equilíbrio de carga - mudanças lentas na demanda de energia entre, por exemplo, noite e dia, também exigem mudanças no fornecimento, pois o sistema precisa estar sempre equilibrado (consulte também Eletricidade).
- Correspondência de pico - curtos períodos de tempo durante os quais a demanda excede a produção das plantas de correspondência de carga; geração capaz de atender a esses picos de demanda é implementada por meio da rápida implantação de fontes despacháveis.
- Tempos de entrada - períodos durante os quais uma fonte alternativa é empregada para complementar o tempo de espera exigido por grandes usinas movidas a carvão ou gás natural para atingir a produção total; essas fontes alternativas de energia podem ser implantadas em questão de segundos ou minutos para se adaptar a choques rápidos na demanda ou no fornecimento que não podem ser atendidos por geradores de correspondência de pico.
- Regulação de frequência ou fontes de energia intermitentes - mudanças na saída de eletricidade enviada ao sistema podem alterar a qualidade e a estabilidade do próprio sistema de transmissão por causa de uma mudança na frequência da eletricidade transmitida; fontes renováveis, como eólica e solar, são intermitentes e precisam de fontes de energia flexíveis para suavizar suas mudanças na produção de energia.
- Backup para geradores de carga básica - As usinas nucleares, por exemplo, são equipadas com sistemas de segurança de reatores nucleares que podem interromper a geração de eletricidade em menos de um segundo em caso de emergência.

## Classificação alternativa
Um estudo de 2018 sugeriu uma nova classificação das fontes de geração de energia, que responde pelo rápido aumento na penetração de fontes variáveis de energia renovável, que resultam em altos preços de energia durante períodos de baixa disponibilidade:
- Energia renovável variável de "economia de combustível", que tem custos variáveis próximos de zero e custos de combustível zero usando energia eólica, solar e hidrelétrica a fio d'água. Com grande parte dessas fontes, "as necessidades de capacidade são impulsionadas por períodos com baixa disponibilidade de VRE" e, portanto, seu papel proposto é substituir outras fontes de alto custo variável nos períodos em que estiverem disponíveis.
- "Fast-burst" são fontes de energia que podem ser despachadas instantaneamente durante períodos de alta demanda e altos preços de energia, mas apresentam baixo desempenho para operações contínuas de longo prazo. Isso inclui armazenamento de energia (baterias), demanda flexível e resposta à demanda.
- Fontes "firmes" de baixo carbono, que fornecem fornecimento estável de energia durante todas as estações e durante períodos de até semanas ou meses, e incluem energia nuclear, usinas hidrelétricas com grandes reservatórios, combustíveis fósseis com captura de carbono, geotérmica e biocombustíveis.